# امتزاج (جفر)
الامتزاج عند أهل الجفر جمع حروف اسم المطلوب مع حروف اسم الطالب ويسمى مزاجا وتمازجا أيضا. وابتداء يأخذون الحروف المطلوبة، أي أول حرف من الاسم المطلوب ثم يكتبونه. بعد ذلك يأخذون الحرف الأول من اسم الطالب ويكتبونه، ثم الحرف الثاني وهكذا.